# 166
Năm 166 là một năm trong lịch Julius. 